# ألين س. كيلي
ألين س. كيلي (بالإنجليزية: Allen C. Kelley)‏ هو اقتصادي أمريكي، ولد في 5 سبتمبر 1937 في إيفرت في الولايات المتحدة، وتوفي في 9 ديسمبر 2017.